# European Skytime
European Skytime Ltd. était une entreprise privée basée au Royaume-Uni, spécialisée dans les jets d'affaires et la fourniture d'avions affrétés privés pour les personnes fortunées et les organisations.  
Lancée le premier jour du nouveau millénaire, elle a été la première entreprise en Europe à proposer 25 heures d'accès garanti à une flotte de jets privés sans avoir à entrer dans le monde complexe de la propriété fractionnée ou complète d'avions.  
En 2006, elle s'est associée à The Carbon Neutral Company (en) pour compenser intégralement les émissions générées par son siège social basé à Cheltenham, ainsi que pour offrir à ses clients la possibilité de compenser les émissions de leurs propres vols privés via European Skytime. Skytime a été la première entreprise au monde à offrir cette combinaison de services.  
Lors des salons aéronautiques EBACE et du Bourget en 2007, Skytime a annoncé l'achat d'une flotte de nouveaux Bombardier Learjets qui seront basés à Londres et desserviront les clients à travers l'Europe. En juillet 2008, Skytime a pris livraison de son premier Learjet 40XR, qui sera exploité par Manhattan Jet Charter et basé à l'aéroport de Farnborough (en) dans le Hampshire, au Royaume-Uni.
L'entreprise a été placée sous administration judiciaire en 2012.